# PFK Slavia Sofia
PFC Slavia Sofia (em búlgaro:  ПФК Славия София) é um clube de futebol da Bulgária, fundado em 10 de abril de 1913 na cidade de Sófia, capital do país.
Suas partidas como mandante acontecem no Slavia Stadium, com capacidade para acolher 15.992 torcedores. Seu uniforme possui o preto e o branco como cores oficiais.

## Títulos
- Campeonato Búlgaro
- campeão:(7)

(1928, 1930, 1936, 1938-39, 1941, 1943 e 1995-96)
- Vice:(10)

1926, 1932, 1934, 1950, 1954, 1955, 1959, 1967, 1980, 1990
- Copa da Bulgária.
- campeão:(8)

1952, 1963, 1964, 1966, 1975, 1980, 1996, 2018
- vice:(3)

1954, 1972, 2011